# Estríjol

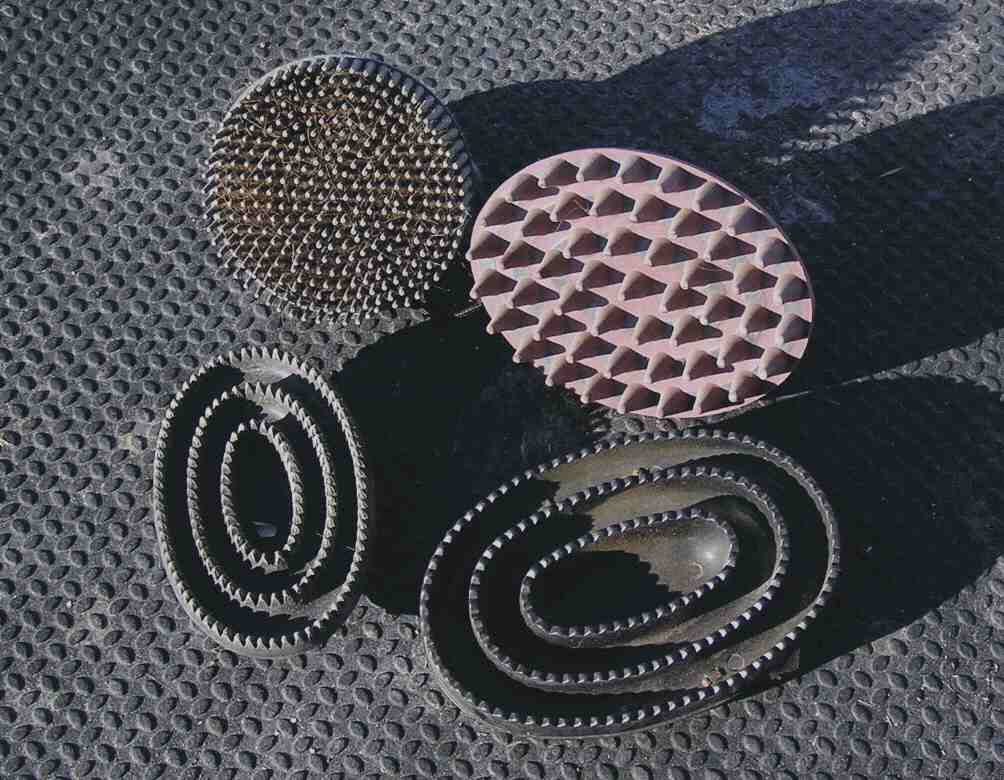
Quatre models d'estríjol amb el dentat de goma.

L'estríjol o rascador és un instrument que s'usa per netejar ("estrijolar") les cavalleries.
Es tracta d'una xapa de ferro de diferents seccions, en forma de "U" en les peces més antigues. Consta de diverses serretes amb dents menudes, triangulars i romes. La nansa o mànec és de fusta, amb tija central de ferro.

## Forma i materials

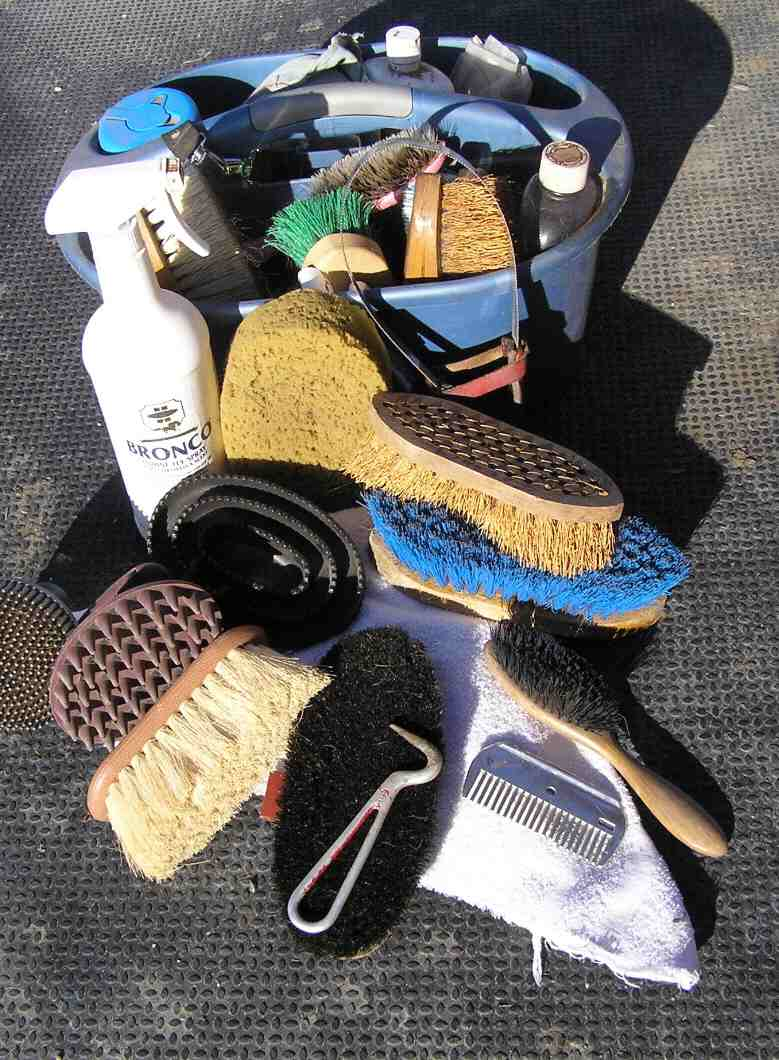
Estris per a tenir cura dels cavalls. Vegeu dos estríjols de dents flexibles

Les formes dels diferents tipus d’estríjols són variades. N’hi ha amb mànec i sense mànec. Hi ha models que s'assemblen a una sabatilla ovalada, amb una brida per a passar-hi la mà. La característica més important –i que determina la seva utilitat- es la part dentada. En actuar sobre el pelatge facilita el despreniment de la pols i la brutícia. Amb l’inconvenient de ser susceptible d’agredir el pelatge i la pell de l’animal si s'aplica sense cura. La part dentada pot ser rígida (metalls i aliatges), semi-rígida (plàstics) o flexible (elastòmers).
La part dentada pot presentar-se en diverses formes.

## Mesures antisèptiques
Com altres estris i materials en contacte amb els cavalls i els humans, és convenient procedir a una desinfecció periòdica dels estríjols. Hi ha autors que recomanaven una immersió en líquid desinfectant o fer-los bullir en aigua.

## Documents
L'existència i ús de l'estríjol (o instruments similars) és molt antiga. La consulta d’alguns documents hauria de millorar la comprensió de casos concrets relacionats amb el tema.
- C350 aC. Xenofont, en la seva obra sobre equitació Peri hippikes, va parlar de forma genèrica sobre els estris destinats a la neteja del cavall. Sense descripció ni designació.[7]

| «                                 | (Traducció lliure) ...Quan calgui netejar el cavall s'ha de començar pel cap i la crinera: és inútil netejar les parts baixes si hom no ha netejat la part de dalt. La resta del cos s'hauria de netejar amb els instruments adequats, espolsant el pelatge en la direcció dels pèls. La part de l'esquena no s'ha de netejar amb instruments. Cal emprar el palmell de la mà, fregant i ordenant els pèls segons creixen. Així es fereix menys la part de l'esquena on seu el genet... | » |
| — Xenofont. Peri hippikēs. Cap.5. | |   |

- 1320. A la La Divina Comèdia es parla dels mossos de quadra i de l'estrijolament.[9]

- 1344. En les Ordinacions de Pere el Cerimoniós es destinen vuit macips (per a fer de mossos de quadra) encarregats d’estrijolar els cavalls i mules del rei. També s'indiquen les condicions de la tasca a realitzar segons l'estació de l’any.[10]

- 1567. Pasqual Caracciolo, en l’obra La Gloria del Cavallo, esmenta els consells de Xenofont.[11]

- 1825. Instruccions sobre l’ús de l'estríjol en una obra italiana.[12]

- 1864. En l'obra Les chevaux du Sahara et les mœurs du désert, el general Daumas explica que els natius no estrijolaven els cavalls.[13]

- 1865. Instruccions de la cura i neteja dels cavalls en italià.[14]

- 1865. Inconvenients d'un estrijolat excessiu.[15]

- 1872. Una obra sobre cavalls de guerra recorda la mala pràctica d’un estrijolat sever, que pot afectar la pell del cavall.[16]

- 1882. Neteja i "beneficio del forraje".[17]

- 1916. Indicacions sobre la manera d’estrijolar segons les regulacions de la cavalleria militar dels Estats Units.[18]